# British Journal of Medical Hypnotism
Die Zeitschrift British Journal of Medical Hypnotism war eine wissenschaftliche Fachzeitschrift und offizielles Organ der British Society of Medical Hypnotists in London. Dieser englischsprachige Titel bedeutet auf Deutsch so viel wie Britische Zeitschrift für Medizinische Hypnose. Die Zeitschrift wurde 1949 gegründet und war bei PubMed und MEDLINE indexiert. Sie stellte ihr Erscheinen 1966 ein.